# Діляра-бікеч
Діляра-бікеч (померла в 1760 р. в Бахчисараї) — дружина або наложниця кримського хана Кирим Ґерая (правив у 1758—1764 рр.). Особа Діляри-бекіч не ідентифікована.
Адам Міцкевич та Олександр Пушкін у своїх віршах ототожнювали її з польською шляхтичкою Марією Потоцькою, викраденою в ясир.

## Етнічна приналежність
За легендою Діляра була дружиною хана Кирима, після смерті якої він збудував мавзолей Діляра в Бахчисараї, а також профінансував мармуровий фонтан, що символізував його смуток. Незабаром після цього він відмовився від трону.
Існують дві основні теорії про походження Діляри-бікеч. На основі місцевих легенд Адам Міцкевич у своєму кримському сонеті «Гробниця Потоцької» і Олександр Пушкін у поемі «Бахчисарайський фонтан» сказували, що Діляра була польською шляхтичкою, викраденою татарами і включеною в гарем, де вона завоювала любов хана.
Російський автор Муравьев-Апостол у 1823 році підірвав цю легенду, стверджуючи, що магнатський рід Потоцьких мав забагато сил, щоб вже ослаблені татари могли викрасти їх дочку в середині XVIII століття. Тож він зробив висновок, що Діляра була грузинка. Ця теорія мала місце в описі дюрбе Діляри-бікеч Петра Симона Палласа, зробленому у 1793 році, де вказувалося, що в мавзолеї похована грузинка, дружина Кирим Ґерая. Однак Міцкевич стверджував, що про Діляру-грузинку не лише не існує історичних джерел, а навіть народних переказів, і Марія Потоцька не обов'язково мала бути з магнатського роду, оскільки це прізвище було досить популярним серед поляків в Україні.
Сучасні наукові джерела не роблять висновку про національність Діляри.

## Релігійна приналежність
Англійська письменниця і мандрівниця Елізабет Крейвен, описуючи у 1786 році дюрбе Діляри-бікеч, вказувала, що воно зведене як пам'ятник ханській дружині-християнці. Цю тезу підтримував у своєму описі Павло Сумароков у 1800 році. На думку українського історика Олекси Гайворонського, Діляра дійсно могла народитися в християнській родині і була ханською бранкою, а не дружиною — адже званням «бікеч» називали наложниць, а за мусульманськими звичаями, в рабстві дозволялось тримати лише іновірних жінок. Проте дослідник вважає, що на момент смерті Діляра-бікеч була мусульманкою, про що свідчать мусульманський башташ над її могилою, заклик прочитати Фатиху за її душу, висічений над входом в дюрбе, і покликання милості Аллаха на Діляру в написі всередині Зеленої Мечеті.